# Charles Asa Schleck
Charles Asa Schleck (Milwaukee, 5 luglio 1925 – South Bend, 12 luglio 2011) è stato un arcivescovo cattolico statunitense.

## Biografia
Nacque a Milwaukee, in Wisconsin, da Raymond e Lucile Schleck.

### Formazione e ministero sacerdotale
Dopo aver frequentato la St. John's Grade School di Milwaukee, nel 1939 fu ammesso alla Milwaukee High School. Dopo due anni entrò nel seminario "Notre Dame" della Congregazione di Santa Croce dove si diplomò nel 1943.
Il 15 agosto di quell'anno entrò nel noviziato di San Giuseppe a Rolling Prairie, nell'Indiana, e professò i primi voti nell'agosto del 1944. Dopo essersi laureato all'Università di Notre Dame nel 1948, si trasferì a Roma per proseguire gli studi al Pontificio ateneo internazionale "Angelicum". Lo stesso anno emise i voti perpetui. Nel 1952 conseguì la licenza e l'anno successivo il dottorato in teologia con una dissertazione intitolata A Study of Sacramental Grace in General. Il 22 dicembre 1951 venne ordinato presbitero nella basilica di San Giovanni in Laterano a Roma. Durante il periodo degli studi romani fu cappellano della scuola internazionale "Notre Dame".
Dopo un anno di insegnamento all'Università di Notre Dame, iniziò una lunga carriera come docente e formatore. Dal 1954 al 1968 operò presso l'Holy Cross College di Washington (con una sola interruzione fra il 1961 e il 1962, quando insegnò al collegio della Santa Croce a Roma). Successivamente, alla chiusura dell'Holy Cross College, si trasferì in California dove operò come consulente delle Suore della misericordia di Burlingame.
Poco dopo, nel 1969, fu assunto come visitatore apostolico dalla Congregazione per i religiosi e gli istituti secolari. Nel 1972 entrò con lo stesso ruolo nella Congregazione per l'evangelizzazione dei popoli. Nel 1974 fu promosso al rango di addetto. Dal 1974 al 1976 lavorò nella sezione per i religiosi e dal 1976 al 1986 come responsabile per gli affari indiani. Il 1º novembre 1986 divenne sottosegretario dello stesso dicastero.

### Ministero episcopale
Il 10 febbraio 1995 papa Giovanni Paolo II lo nominò arcivescovo titolare di Africa, segretario aggiunto della Congregazione per l'evangelizzazione dei popoli e presidente delle Pontificie Opere Missionarie. Ricevette l'ordinazione episcopale il 1º aprile successivo nella cappella del Pontificio Collegio Urbano dal cardinale Jozef Tomko, prefetto della Congregazione per l'evangelizzazione dei popoli, coconsacranti gli arcivescovi Giovanni Battista Re, sostituto per gli affari generali della Segreteria di Stato, e Josip Uhač, segretario della Congregazione per l'evangelizzazione dei popoli.
Nel 2001 papa Giovanni Paolo II accettò la sua rinuncia all'incarico per raggiunti limiti d'età. Si ritirò nella casa generalizia della Congregazione di Santa Croce a Roma. Nel 2007 si trasferì all'Holy Cross House, nel campus dell'Università di Notre Dame.
Scrisse diversi libri e articoli di argomento teologico e nel 2001 l'Università di San Carlos a Cebu gli concesse una laurea honoris causa.
Morì all'Holy Cross House il 12 luglio 2011, all'età di 86 anni. Le esequie si tennero il 18 luglio nella basilica del Sacro Cuore di Notre Dame e furono presiedute dal vescovo di Peoria Daniel Robert Jenky, suo confratello. È sepolto con altri confratelli nel cimitero della Santa Croce a Notre Dame.

## Opere
- The Theology Of Vocations, Literary Licensing, LLC, 2012

## Genealogia episcopale e successione apostolica
La genealogia episcopale è:
- Cardinale Scipione Rebiba
- Cardinale Giulio Antonio Santori
- Cardinale Girolamo Bernerio, O.P.
- Arcivescovo Galeazzo Sanvitale
- Cardinale Ludovico Ludovisi
- Cardinale Luigi Caetani
- Cardinale Ulderico Carpegna
- Cardinale Paluzzo Paluzzi Altieri degli Albertoni
- Papa Benedetto XIII
- Papa Benedetto XIV
- Papa Clemente XIII
- Cardinale Enrico Benedetto Stuart
- Papa Leone XII
- Cardinale Chiarissimo Falconieri Mellini
- Cardinale Camillo Di Pietro
- Cardinale Mieczysław Halka Ledóchowski
- Cardinale Jan Maurycy Paweł Puzyna de Kosielsko
- Arcivescovo Józef Bilczewski
- Arcivescovo Bolesław Twardowski
- Arcivescovo Eugeniusz Baziak
- Papa Giovanni Paolo II
- Cardinale Jozef Tomko
- Arcivescovo Charles Asa Schleck, C.S.C.

La successione apostolica è:
- Vescovo Stephen Rotluanga, C.S.C. (2002)